# Thiago Andrade
Thiago Andrade (Araras, 2000. október 31. –) brazil labdarúgó, az Athletico Paranaense középpályása kölcsönben az amerikai New York City csapatától.

## Pályafutása
Andrade a brazíliai Ararasban született. Az ifjúsági pályafutását a Fluminense és a portugál Portimonense csapatában kezdte, majd 2019-ben a Bahia akadémiájánál folytatta.
2020-ban mutatkozott be a Bahia felnőtt csapatában. 2021. április 10-én négyéves szerződést kötött az észak-amerikai első osztályban szereplő New York City együttesével. 2021. június 20-án, a New England Revolution ellen hazai pályán 3–2-re elvesztett mérkőzés félidejében, Talles Magno cseréjeként lépett pályára, majd 10 perccel később meg is szerezte első gólját a klub színeiben. A 2023-as szezonban a brazil Athletico Paranaense csapatát erősítette kölcsönben.

## Statisztikák
2023. március 26. szerint
| Klub          | Szezon   | Osztály  | Bajnokság | Bajnokság | Kupa  | Kupa | Nemzetközi | Nemzetközi | Összesen | Összesen |
| Klub          | Szezon   | Osztály  | Meccs     | Gól       | Meccs | Gól  | Meccs      | Gól        | Meccs    | Gól      |
| ------------- | -------- | -------- | --------- | --------- | ----- | ---- | ---------- | ---------- | -------- | -------- |
| New York City | 2021     | MLS      | 22        | 4         | 0     | 0    | 1          | 0          | 23       | 4        |
| New York City | 2022     | MLS      | 35        | 5         | 3     | 1    | 6          | 1          | 44       | 7        |
| New York City | 2023     | MLS      | 4         | 1         | 0     | 0    | —          | —          | 4        | 1        |
| New York City | Összesen | Összesen | 61        | 10        | 3     | 1    | 7          | 1          | 71       | 12       |
| Összesen      | Összesen | Összesen | 61        | 10        | 3     | 1    | 7          | 1          | 71       | 12       |

## Sikerei, díjai
New York City
- MLS
  - Bajnok (1): 2021
- Campeones Cup
  - Győztes (1): 2022